# 甘珠尔巴格西·阿旺图布登尼玛
甘珠尔巴格西·阿旺图布登尼玛（1946年—）蒙古族，出生在阿拉善旗巴润别立巴格，第五世甘珠尔巴格西活佛。

## 生平
1946年，阿旺图布登尼玛生于阿拉善旗巴润别立巴格（今阿拉善左旗巴润别立镇）。后经塔尔寺安嘉斯活佛确认为甘珠尔巴格西活佛。中华人民共和国成立后，开始接受文化教育。2000年代，他正在担任阿拉善盟政协副主席、中国佛教协会内蒙古分会委员、阿拉善盟佛教协会常务理事、副会长、红十字会副会长等职。